# SPICA
SPICA S.p.A (Акционерное общество) — (итал. Società Pompe Iniezione Cassani & Affini) — компания, которая являлась итальянским производителем инжекторных систем подачи топлива.

## История
Компания была основана Франческо Кассани в 1932 году. Инжекторные системы от SPICA использовались на дизельных и бензиновых двигателях. В 1941 году Alfa Romeo приобрела права на компанию и взяла их под свой контроль. Позднее компания начала производить свечи зажигания, гидравлические амортизаторы, топливные насосы и другие автомобильные запчасти.
В 1987 году компания стала частью концерна Fiat Group и, начиная с 1995 года, компания стала специализироваться на продаже запчастей Delphi и TRW.
Основатель компании Франческо Кассани покинул компанию ещё в 1942 году. Он основал позднее новую компанию вместе со своим братом Евгенио, названную SAME (Società Accomandita Motori Endotermici). Сейчас эта известная итальянская компания по производству сельскохозяйственной техники и тракторов. И известна она под именем SAME Deutz-Fahr.